# Josep Montanyès
Josep Montanyès i Moliner (Horta, Barcelona, 25 de octubre de 1937-ibid., 10 de noviembre de 2002) fue director de teatro y televisión, actor, profesor y gestor teatral. Fue uno de los primeros alumnos de la Escuela de Arte Dramático Adrià Gual, creador de la cooperativa teatral de amateurs Grupo de Estudios Teatrales de Horta, cofundador del Teatre de l’Escorpí y otras iniciativas teatrales, como el Teatre Estable, y director del Instituto del Teatro y del Teatre Lliure. Murió a los 65 años a causa de una parada cardiorrespiratoria. Su hijo Joan Montanyès i Martínez, conocido como "Monti", fue un distinguido payaso de circo.

## Biografía
Su interés por el teatro llegó pronto, cuando solo con doce años empezó a interpretar sus primeros papeles en el Centro Parroquial de Horta, su barrio natal. Como joven trabajador asistía al teatro que entonces se conocía como ‘de claca’, aplaudiendo a cambio de una considerable rebaja en el precio de las entradas. Fue en este momento cuando un conocido de Horta —un compañero ‘de claca’— le invitó a acompañarle a del Coliseum para asistir al nacimiento y presentación de una nueva escuela de teatro: 
Me fui a la televisión, les dije a unos compañeros que ya conocía dentro del mundo profesional que quería hacer de director y que me diesen trabajo. […] Son dos cosas muy diferentes y [la televisión] solo me ha servido para querer más al teatro.
Una vez encaminada, su aportación en el teatro catalán no disminuyó nunca. Durante los inicios, por lo tanto, estuvo presente en los principales grupos teatrales catalanes del momento, tanto como actor, como director, gestor o dinamizador cultural de primer orden. Entró en contacto con una elite cultural que lo acompañaría al largo de su carrera, amigos y compañeros como Maria Aurèlia Capmany o Josep Maria de Segarra. Aunque trabajase en televisión para ganarse la vida, su pasión fue siempre el teatro. Con Albert Boadella decidieron montar una escuela nombrada Centro Estudios Nuevos de Teatro (1969-1971), que —aunque de corta vida— recibió alumnos como Anna Lizaran o Lluís Pasqual.
Sin cesar su actividad con el G.E.T.H., se unió al Instituto del Teatro desde 1970. Empezó como profesor de Expresión Oral e Interpretación en la nueva etapa de la institución, capitaneada por Hermann Bonnín, en ese momento director; y mediante la destitución de este en 1980 accedió al título de Director del Instituto del Teatro, que mantuvo hasta el 1988. Sin embargo, uno de los pasos más decisivos de su trayectoria fue seguramente la fundación —en 1970, junto a Fabià Puigserver, Joan Nicolas y Guillem-Jordi Graells— de un pequeño grupo de teatro de espectáculos emblemáticos: el Teatre de l’Escorpí. Dos años más tarde se encuentra también inmerso en la fundación del Teatre Lliure —heredero inesperado de la estela de.D.A.G., que desapareció en 1978—, aunque no entró enteramente en el colectivo hasta la petición explícita de Fabià Puigserver el año 1986.
Siguió participando en diversos espectáculos, dirigió una treintena de obras teatrales, fue escenógrafo de diversas y actuó en más de cincuenta obras de autores catalanes y extranjeros. Desde 1982 realizó diversos trabajos para televisión; el año 1991 incluso debutó como director de ópera con Una cosa rara, de Martin y Soler, en el Gran Teatro del Liceo. Por lo tanto no abandonó nunca su pasión por la actuación y la dirección, pero por su habilidad de negociación y concilio fue rápidamente situado en diversos cargos de gestión; fue por ejemplo vicepresidente y presidente de Directores de Escena de España (1988-1999), director del Instituto de Ediciones de la Diputación de Barcelona (1990-2000) o vicepresidente de d’Actors i Directors Professionals de Catalunya (1991-2002). Fue además nombrado director del Teatre Lliure en medio de las crisis de este; una crisis similar a la que le obligó a recuperar el cargo de director del Instituto del Teatro el 2001.
Su vida, aunque frenética, iba dedicada enteramente a aquello que más le apasionaba: el teatro.

## Premios
Recibió diversas distinciones, entre las cuales el Premio de la Crítica Serra d'Or, el Nacional de actividades teatrales (1998), el Yorick concedido por la revista homónima, el del Festival de Sitges (premio a la mejor compañía, mejor obra y mejor dirección por La fira de la mort), el ADE y el Crítica de Barcelona.

## Fondo
El fondo personal del actor, director y dinamizador teatral ha sido cedido al Museo de las Artes Escénicas del Instituto del Teatro de Barcelona, que se ha encargado de su catalogación.

## Obras
Montanyès participó en una gran cantidad de espectáculos al largo de su vida, dedicada de manera clara y apasionada al arte del teatro. Fue actor, director y escenógrafo y —en general— hombre de teatro. A continuación una relación de algunas de las obras en las cuales participó:

### Teatro

#### Como actor
- (1955) El cafè del Teatre, de Antoni Tarré i Castell. Teatro Romea. Interpreta a Víctor.
- (1957) Clara, però no gaire, de Ramon Folch i Camarasa. Grupo Artístico de Sala de actos.P.S.A. Interpreta a Joaquim.
- (1958) L’ambient màgic, de Francisco Lorenzo. Centro Parroquial de Horta. Interpreta a Armand.
- (1959) Los blancos dientes del perro, de Eduardo Criado i Aguirre. Grupo Artístico de Sala de actos.P.S.A. Interpreta a Xavier.
- (1959) El zoo de cristal, de Tennessee Williams (adaptación española de José Gordon Paso y José María Quinto). Centro Parroquial de Horta. Interpreta El Candidato.
- (1960) Milagro, de Nicolás Manzari y Adolfo Lozano Borroy. Cuadro Escénico del Grupo Cultura Reacreativo de Barcelona. El Prat. Interpreta a Padre Pablo.
- (1960) “Sesión Maragall 1860-1960. Evocación del poeta por Jordi Maragall Noble”. Participa en el recital de poesías.
- (1960) El desert dels dies, de Maria Aurèlia Capmany. E.A.D.A.G. Cúpula del Coliseum. Interpreta a Eloi.
- (1960) “Lectura-espectáculo de El Rinoceronte”, de Eugène Ionesco (adaptación de Ricard Salvat). E.A.D.A.G. Cúpula del Coliseum. Interpreta a Bombero.
- (1960) La jugada, de Joan Brossa. E.A.D.A.G. Teatro de “”, Cabrils. Interpreta a Noi.
- (1960) La pell de Brau, de Salvador Espriu. E.A.D.A.G. Cúpula del Coliseum, Sesión de Teatro Forum de
- (1961) Mort d’Home, de Ricard Salvat. E.A.D.A.G. Cúpula del Coliseum. Interpreta a Home 2on.
- (1961) “Lectura de poemes”. E.A.D.A.G. Sala Gaspar, Exposición Todó. Participa en el recital.
- (1961) “Lectura de fragments Animals destructors de Lleis i Petita crònica del meu temps”, de Ricard Salvat. E.A.D.A.G. Sesión dedicada a Ricard Salvat. Participa en la lectura.
- (1961) “Homenaje a Joan Brossa”. E.A.D.A.G. Cúpula del Coliseum. Interpreta a Noi.
- (1961) Trabajos de amor perdidos, de William Shakespeare. E.A.D.A.G. I Festival de Castelldefels. Interpreta a Holofernes.
- (1962) Gran guinyol, de Joan Brossa. E.A.D.A.G. Cúpula del Coliseum. Interpreta a Marit.
- (1962) Proceso a Jesús, de Diego Fabbri. Cuadro escénico del centro parroquial de Sarriá. Centro parroquial de Sarriá. Interpreta a El contradictor.
- (1962) “Vetllada de Nadal”. AGORA. Participa en el recital de poesías.
- (1962) Primera història d’Esther (1ª versión), de Salvador Espriu. E.A.D.A.G. Teatro Romea (V Cicle de Teatre Llatí), Teatro Club Fòrum Vergés, Teatro Calderón, Teatro Fortuny de Reus (1963), Cúpula del Coliseum (1963), Teatro Grec (1977). Interpreta a Altíssim.
- (1963) Situació Bis, de Manuel de Pedrolo. Alpha 63 (Teatro experimental catalán). Teatro Romea (VI Ciclo de Teatro Latino de las Fiestas de Barcelona), Centro Catòlico del Hospitalet, Teatro Casino de Granollers. Interpreta a Melo.
- (1963) Antígona, de Salvador Espriu. E.A.D.A.G. Teatro Romea. Interpreta a Creont.
- (1963) Gent de Sinera, de Salvador Espriu (adaptación de Ricard Salvat). E.A.D.A.G. Teatro Romea. Interpreta Altíssim.
- (1964) El mercader de Venecia, de William Shakespeare. E.A.D.A.G. Palacio de la Música Catalana (IV Centenario Shakespeare), Centro Católico i Agrupación de Amigos de, Forum Vergés (1965). Interpreta a Antonio.
- (1964) “Conferència-espectacle. Introducción a William Shakespeare”, conducida por Ricard Salvat. Interpreta a Antonio (en escenas de El mercader de Venècia).
- (1968) Julio César, de William Shakespeare. Alpha 63. Ayuntamiento del Hospitalet de Llobregat (Festivales de verano). Interpreta a Marc Brutus.
- (1975) Tartufo, de Molière. Instituto del Teatro.
- (1977) Onze de setembre, texto de Guillem-Jordi Graells. G.E.T.H. Cocheras de Sants. Interpreta a Home 12, Bisbe, Domènec Perera, Ambaixador francès.
- (1980) Ronda de Mort a Sinera, de Salvador Espriu (adaptación de Ricard Salvat). Fiestas de a Altíssim.
- (1987) El 30 d’abril, de Joan Oliver. Teatre Lliure.

#### Como director
- (1961) Depèn de nosaltres, de Josep Ginesti. E.A.D.A.G. Jornada Diocesana Montserrat.
- (1962) A la fira de mostres, de Joan Argenté. E.A.D.A.G. Centro Parroquial de Sarriá, Colegio Balmes de las Escuelas Pías (1963).
- (1962) Mort d’home, de Ricard Salvat. Antiguos alumnos de las escuelas layetanas. Salle Saint Louis, Chapelle français. Dirección y montaje con Ernest Serrahima.
- (1963) “Lorca, Ionesco, Espriu”. Centro Parroquial de Horta.
- (1964) Trabajos de amor perdidos, de William Shakespeare. Palacio de  (IV Centenario Shakespeare).
- (1964) “Conferència-espectacle. Introducció a William Shakespeare”, conducida por Ricard Salvat. Dirige escenas de Trabajos de amor perdidos.
- (1964-1969) Crist, Misteri, de Josep Urdeix. G.E.T.H. Centro Parroquial de Horta.
- (1968) Improvisació per Nadal, de Josep Montanyès. G.E.T.H. Centro Parroquial de Horta (1968-1969), V Cicle de Teatre per a Nois i Noies de Cavall Fort (Teatro Romea, 1969), Ateneo de San Sadurní de Noya (1969). Dirección y adaptación del texto.
- (1969) Oratori per un home sobre la terra (versión 1969), de Jaume Vidal Alcover. G.E.T.H. Centro Parroquial de Horta, Teatro Fomento Cultural y Artístico de Molins de Rey (Festival de Molins de Rey), Teatro Prado de Sitges (III Premio Nacional Sitges de Teatro, fuera de concurso).
- (1970) Oratori per un home sobre la terra (versión 1970), de Jaume Vidal Alcover. G.E.T.H. Centro Parroquial de Horta, Teatro Español de Madrid, Teatro Valladolid de Valladolid (Festival Teatro Nuevo de Valladolid), Teatro Romea, Teatro Nacional Calderón de Barcelona, Centro Parroquial Sant Josep de Badalona (I Jornadas de Teatro), Teatro Círculo Mercantil de Igualada (1971).
- (1970) La fira de la mort, de Jaume Vidal Alcover. G.E.T.H. Teatro Prado de Sitges (IV Premio Nacional Sitges de Teatro), Centro Parroquial de Horta (1970-1971), Teatro Cinema de Gavà (IV Certamen Literario de Gavá), Teatro Conservatorio de Manresa (Fiestas de, 1971), Teatro de Sabadell (1971), Teatro de la Zarzuela de Madrid (II Festival Internacional de Teatro, 1971). Dirección y montaje con Josep M. Segarra.
- (1971) L’Ombra de l’Escorpí, de Maria Aurèlia Capmany. G.E.T.H. Teatro Prado de Sitges (V Premio Nacional Sitges de Teatro), Centro Parroquial de Horta (1971-1972). Dirección y montaje con Josep M. Segarra.
- (1975) Terra Baixa, de Àngel Guimerà (versión de Guillem-Jordi Graells, Josep Montanyès, Joan Nicolàs y Fabià Puigserver). Teatre de l’Escorpí. Casino la Alianza del Pueblo Nuevo.
- (1976) Roses roges per a mi, de Sean O'Casey. Teatre Grec 1976. Dirección y montaje con Francesc Nel·lo y Josep M. Segarra.
- (1977) Onze de setembre, texto de Guillem-Jordi Graells. G.E.T.H. Cocheras de Sants. Dirección y montaje con Guillem-Jordi Graells.
- (1978) Home amb Blues, del G.E.T.H. / Teatre de l’Escorpí (con la colaboración de ). Centro Parroquial de Horta (1978-1979), Culturàlia (Teatro Principal de Lérida, 1979). Dirección y montaje con Guillem-Jordi Graells.
- (1978) Antígona, de Salvador Espriu. G.E.T.H. Centro Parroquial de Horta, Culturàlia (Balaguer, 1979), Teatre Grec (1979). Dirección y montaje con Josep M. Segarra.
- (1978) Sopa de pollastre amb ordi, de Arnold Wesker. G.E.T.H. Centro Parroquial de Horta. Dirección y montaje con Josep M. Segarra.
- (1981) Terra Baixa, de Àngel Guimerà. Compañía Enric Majó. Teatro Poliorama. Dirección y montaje con Josep M. Segarra.[8]
- (1981) Revolta de bruixes, de Josep Maria Benet i Jornet. Teatre de l’Escorpí. Teatro Romea, Centro Comarcal del Valles Occidental (Tarrasa). Diseño de espacio escénico con Jaume Subirats y Josep M. Segarra, diseño de luces, dirección y montaje con Josep M. Segarra.
- (1983) Cançó d'amor i de guerra, de Lluís Capdevila y Víctor Mora (música de Rafael Martínez Valls). Gran Teatre del Liceo (Fiestas de ). Estenografía conjunta con Enric Majó, diseño de luces, dirección de escena.
- (1986) El manuscrit d’Alí Bei, de Josep Maria Benet i Jornet. Teatre Lliure.
- (1990) Maria Estuard, de Friedrich Schiller. Teatre Lliure.
- (1992) El dol escau a Electra, de Eugene Gladstone (traducción y dramaturgia de Guillem-Jordi Graells). Teatre Lliure.[6]
- (1993) L’hostal de la Glòria, de Josep M. Sagarra. Teatre Romea.
- (1994) E.R., de Josep Maria Benet i Jornet.[6]

#### Otros
- (1961) La trompeta y los niños, de Juan German Schroeder. E.A.D.A.G. Cúpula del Coliseum. Regiduría.
- (1964) “Escenificació de la història del deporte”. Colegio San José de Barcelona. Dirección artística conjunta con Francesc Espluga.
- (1965) “Selecta vetllada de Teatre i Poesia: La pell de brau”. Cuadro escénico del centro parroquial de Horta. Montaje sobre una idea de Josep Montanyès.
- (1980) Un lloc entre els morts, de Maria Aurèlia Capmany. Teatre Estable de Barcelona. Teatre Romea. Forma parte del comité artístico.